# Сераковиці (Поморське воєводство)
Сераковиці (пол. Sierakowice, нім. Sierakowitz) — село в Польщі, у гміні Сераковиці Картузького повіту Поморського воєводства.
Населення — 7373 особи (2011).
У 1975—1998 роках село належало до Гданського воєводства.

## Демографія
Демографічна структура станом на 31 березня 2011 року:
|          | Загалом | Допрацездатний вік | Працездатний вік | Постпрацездатний вік |
| -------- | ------- | ------------------ | ---------------- | -------------------- |
| Чоловіки | 3640    | 1050               | 2348             | 242                  |
| Жінки    | 3733    | 1033               | 2249             | 451                  |
| Разом    | 7373    | 2083               | 4597             | 693                  |